# Violet Mersereau

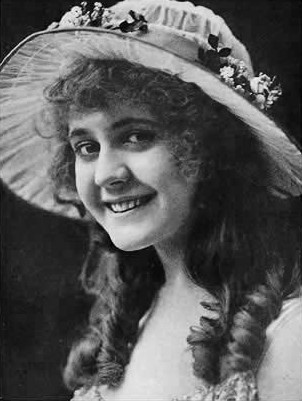
Violet Mersereau

Violet Mersereau (2 de outubro de 1892 – 12 de novembro de 1975) foi uma atriz norte-americana de teatro e cinema. Ao longo de sua carreira, Mersereau apareceu em mais de 100 filmes mudos e de curta-metragem. Ela nasceu na cidade de Nova Iorque e faleceu em Plymouth, Massachusetts.

## Filmografia selecionada
Nero (1922)